# Justin Trudeau

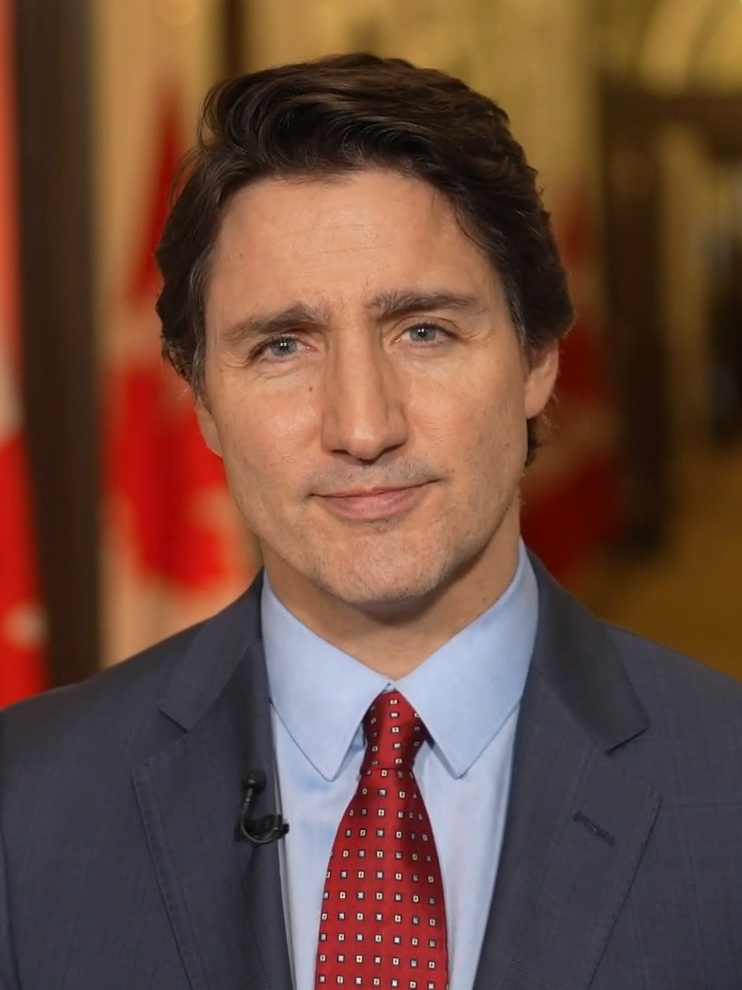
Justin Trudeau (2023)

Justin Pierre James Trudeau ([ʒystɛ̃ try'do]; * 25. Dezember 1971 in Ottawa, Ontario) ist ein kanadischer Politiker. Er war vom 4. November 2015 bis 14. März 2025 der 23. Premierminister Kanadas, als Partei- und Regierungschef folgte ihm der Ökonom Mark Carney nach. Trudeau ist der älteste Sohn von Pierre Trudeau, der von 1968 bis 1984 (mit kurzer Unterbrechung) ebenfalls Premierminister Kanadas war. Von April 2013 bis März 2025 war er Vorsitzender der Liberalen Partei Kanadas. Seit der Wahl 2008 vertritt er den in Montreal liegenden Wahlkreis Papineau im Kanadischen Unterhaus.

## Jugend und politischer Aufstieg

### Familie und Studium
Justin Trudeau wurde am 25. Dezember 1971 in Ottawa als Sohn von Pierre (1919–2000) und Margaret Trudeau (* 1948), geborene Sinclair, im Ottawa Civic Hospital geboren und in der Kathedralbasilika Notre Dame in Ottawa getauft.
Er hatte zwei jüngere Brüder, Alexandre („Sacha“, * 1973) und Michel (1975–1998). Michel kam im November 1998, rund zwei Wochen vor seinem 23. Geburtstag, bei einem Lawinenunglück ums Leben. Trudeaus Großvater väterlicherseits war der Unternehmer Charles-Émile Trudeau. Trudeaus Großvater mütterlicherseits war der in Schottland geborene Politiker James Sinclair, der von 1940 bis 1949 im Kabinett von Premierminister Louis Saint-Laurent Fischereiminister war. Trudeaus Eltern trennten sich 1977. Die Scheidung wurde 1984, im Jahr, in dem sich Pierre Trudeau aus der Politik zurückzog, rechtsgültig. Justin und seine Brüder wuchsen danach bei ihrem Vater in Montréal auf.
Trudeau studierte an der McGill University Literaturwissenschaft und schloss 1994 sein Studium als Bachelor of Arts ab. An der University of British Columbia erwarb er 1998 einen Abschluss als Bachelor of Education. Danach unterrichtete er in Vancouver an den High Schools West Point Grey Academy und Sir Winston Churchill Secondary School Sozialkunde, Mathematik und Französisch.
Von 2002 bis 2003 studierte er Ingenieurwesen an der Université de Montréal. Des Weiteren begann er 2005 einen Master-of-Arts-Studiengang in Umweltgeographie an der McGill University, den er 2006 abbrach, um in die Politik zu gehen.
Im Oktober 2000 wurde Trudeau (damals 28 Jahre alt) durch seine Trauerrede beim Staatsbegräbnis für seinen Vater einer breiten Öffentlichkeit bekannt. Im Jahr 2007 spielte er eine Hauptrolle in der zweiteiligen TV-Produktion The Great War des Senders CBC über die Beteiligung Kanadas am Ersten Weltkrieg. Er porträtierte dort Major Talbot Mercer Papineau, der am 30. Oktober 1917 in der Schlacht von Passchendaele fiel.

### Soziales und humanitäres Engagement
Trudeau nutzte seinen Status und die Bekanntheit seines Namens für karitative Zwecke. Zusammen mit seiner Familie war er im Jahr 2000, zwei Jahre nachdem sein Bruder Michel im Skiurlaub ums Leben gekommen war, an der Gründung der Kokanee Glacier Alpine Campaign für Sicherheit im Wintersport beteiligt.
2002 kritisierte Trudeau die Entscheidung der Regierung der kanadischen Provinz British Columbia, die Finanzierung eines Lawinenwarnsystems einzustellen.
Von 2002 bis 2006 war er Vorsitzender des Jugendprogramms Katimavik, das in der Regierungszeit seines Vaters gegründet worden war.
Während der Haushaltsdebatte 2012 verteidigte er das Projekt, dessen finanzielle Unterstützung von der konservativen Regierung unter Premierminister Stephen Harper gestrichen wurde.

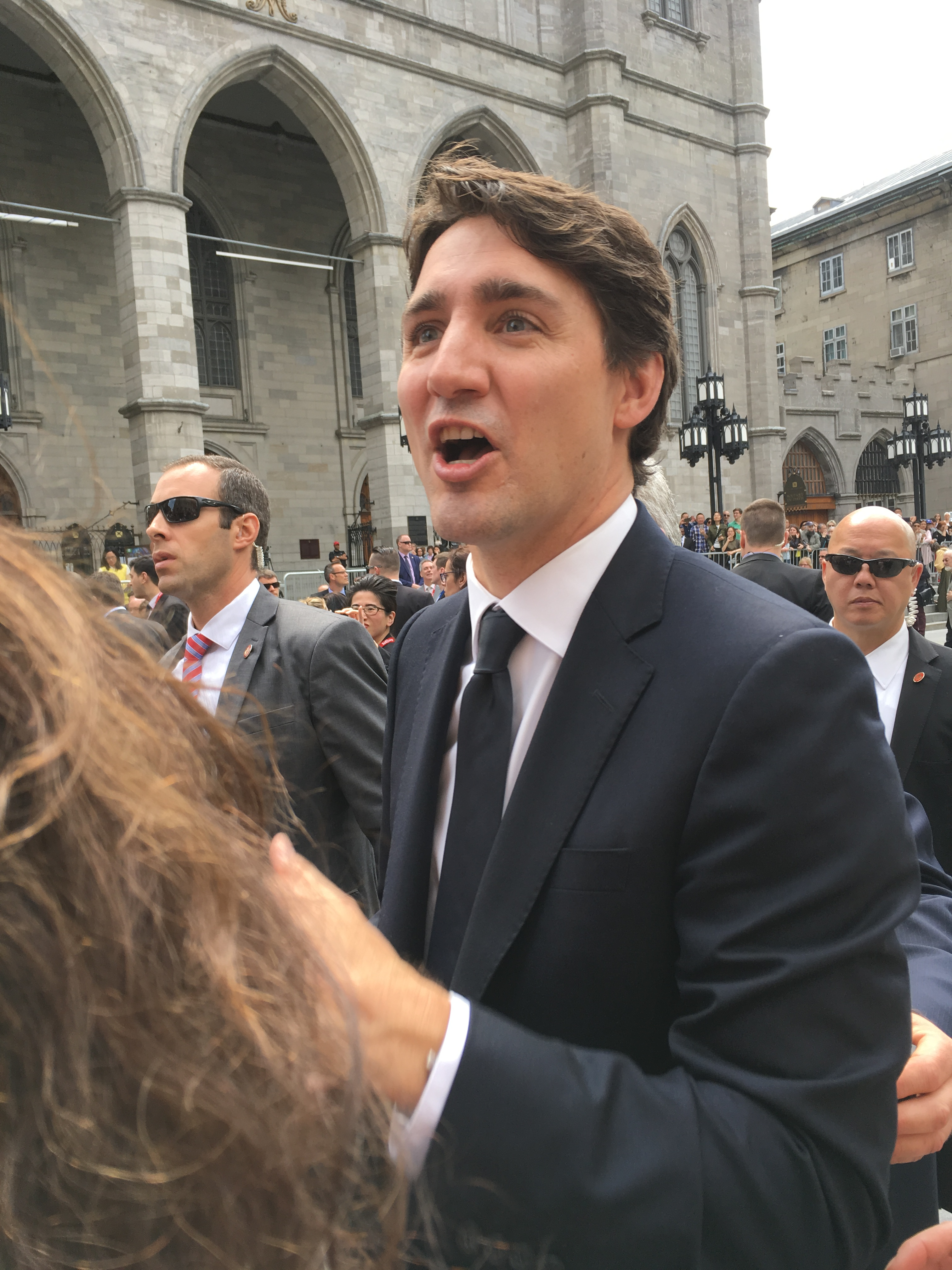
Justin Trudeau im Jahr 2017 bei der 375-Jahrfeier in Montréal

Im Jahr 2003 war er Diskussionsteilnehmer in der von CBC/Radio-Canada ausgestrahlten Serie Canada Reads/Le combat des livres. Er vertrat dort das Buch Die Kolonie der unerfüllten Träume von Wayne Johnston. Trudeau und sein Bruder Alexandre eröffneten im April 2004 das Trudeau Centre for Peace and Conflict Studies an der University of Toronto. Heute gehört es zur Munk School of Global Affairs. Im Jahr 2005 kämpfte Trudeau gegen eine Zink-Mine; die seiner Meinung nach den South Nahanni River, der zum UNESCO-Weltnaturerbe im Nahanni-Nationalpark gehört, vergiftete. Im September 2006 war Trudeau der Conférencier einer von Roméo Dallaire organisierten Kundgebung, die die Beteiligung Kanadas an der Beilegung des Darfur-Konfliktes forderte.

### Politische Anfänge
Trudeau unterstützt die Liberale Partei Kanadas seit seiner Jugend. So warb er z. B. als Siebzehnjähriger bei der Unterhauswahl von 1988 für deren Kandidaten, John Turner, der sich gegen Brian Mulroney jedoch nicht durchsetzte. Zwei Jahre später verteidigte er auf einer Studentenveranstaltung am Collège Jean de Brébeuf, einer angesehenen Jesuitenschule in Montréal, die schon sein Vater besucht hatte, den kanadischen Föderalismus.

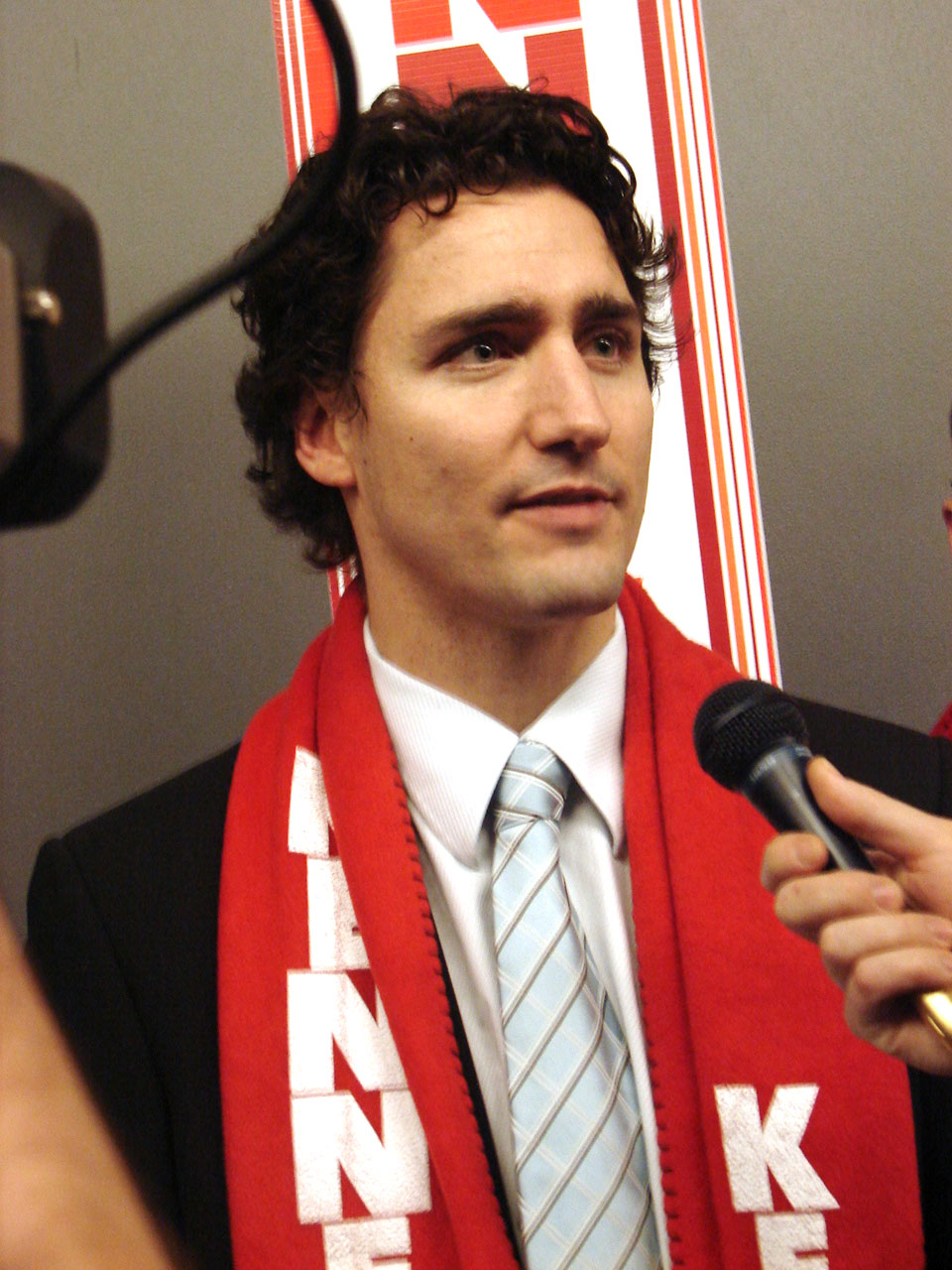
Trudeau auf dem Parteitag 2006

Nach dem Tod seines Vaters wuchs das Engagement Trudeaus in seiner Partei. Mit der Olympiasportlerin Charmaine Crooks moderierte er auf dem Parteitag 2003 eine Ehrung des scheidenden kanadischen Premierministers, Jean Chrétien. Nach der verlorenen Unterhauswahl von 2006 wurde er zum Vorsitzenden einer Arbeitsgruppe ernannt, deren Aufgabe die Rückgewinnung jugendlicher Wähler sein sollte.
Im Oktober 2006 kritisierte er den Québecer Separatismus, indem er politischen Nationalismus als eine „alte Idee aus dem 19. Jahrhundert“ bezeichnete, die auf Kleingeistigkeit beruhe und für ein modernes Québec nicht relevant sein dürfe. Dies wurde als Kritik an Michael Ignatieff gewertet, der für den Vorsitz der Liberalen Partei kandidierte und Québec als eigenständige Nation bezeichnete.
Anschließend schrieb Trudeau einen offenen Brief, in dem er die Idee eines unabhängigen Québecs als „gegen alles, an das mein Vater jemals geglaubt hat“ bezeichnete. Unter Pierre Trudeau war die Gleichberechtigung des Französischen mit dem Englischen in ganz Kanada durchgesetzt worden, um einen Ausgleich zwischen beiden Bevölkerungsgruppen zu schaffen, die vielfach diskriminierten Frankokanadier zu integrieren und zugleich Unabhängigkeitsbestrebungen und Aufständen vorzubeugen.
Entgegen der Kritik Trudeaus am Québecer Nationalismus wurden die Québecer 2006 vom kanadischen Staat offiziell als „Nation in einem vereinten Kanada“ anerkannt, was ihnen symbolisch einen Sonderstatus einräumt, zugleich aber den in den 1960er/70er Jahren geschaffenen Ausgleich bestätigen und festigen soll: Einerseits sind die Québecer demnach eine eigene Nation, andererseits sind sie in ein Kanada eingebunden, das mehrere Provinzen und Bevölkerungsgruppen in sich vereint.
Kurz vor dem Parteitag von 2006 gab Trudeau bekannt, dass er Gerard Kennedy bei dessen Bewerbung um den Parteivorsitz unterstützen werde. Als Kennedy nach dem zweiten Wahlgang ausschied, stellten sich Trudeau und Kennedy hinter Stéphane Dion, der die Wahl schließlich gewann.
Trudeau wurde am 29. April 2007 für die nächste Unterhauswahl als Kandidat im Wahlkreis Papineau in Montréal aufgestellt.

### Abgeordneter des Unterhauses

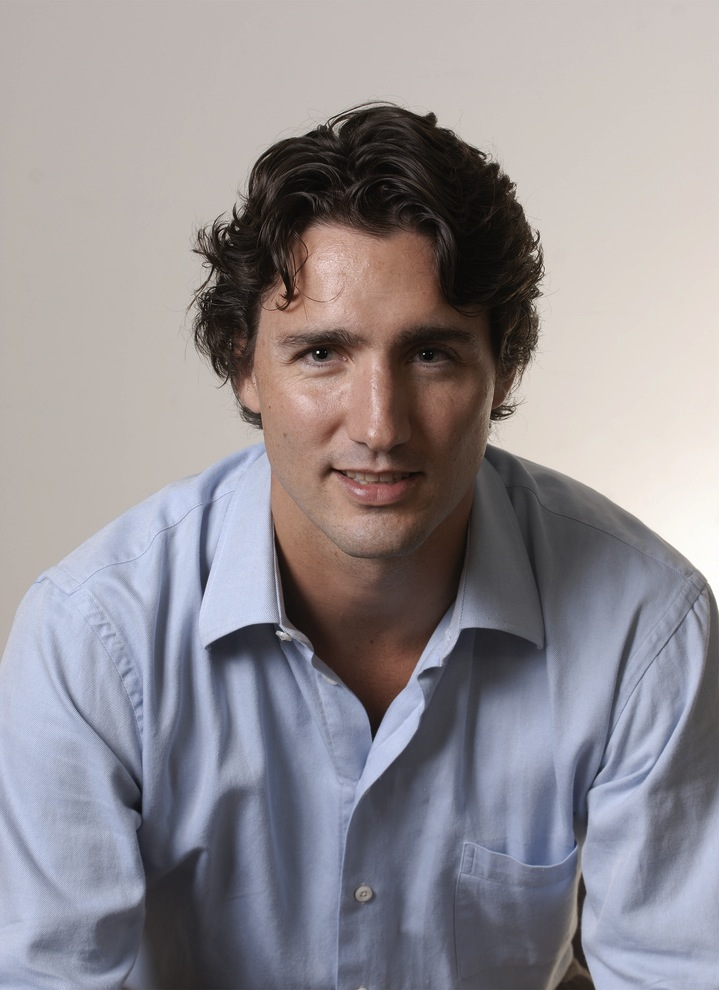
Trudeau (2008)

Als Premierminister Stephen Harper eine Neuwahl des Kanadischen Unterhauses für den 14. Oktober 2008 ansetzte, hatte Trudeau schon ein Jahr Wahlkampf in Papineau betrieben. In der Wahl gelang es Trudeau, eine knappe Mehrheit gegenüber der bisherigen Abgeordneten Papineaus, Vivian Barbot (Bloc Québécois), zu gewinnen. Die Konservative Partei Kanadas konnte unter der Führung Harpers eine Minderheitsregierung bilden, und die Liberalen wurden als zweitstärkste Partei official opposition.
Im Oktober 2009 wurde Trudeau zum Schattenminister für Jugend und Multikulturalismus ernannt, und im September 2010 wurde ihm das Thema Staatsbürgerschaft und Einwanderung anvertraut.
In dieser Rolle kritisierte er die Gesetzgebung der kanadischen Regierung zur Eindämmung des Menschenschmuggels, da die nach seiner Meinung dessen Opfer bestraften.
Bei der Unterhauswahl am 2. Mai 2011 wurde Trudeau in seinem Wahlkreis wiedergewählt. Seine Partei verlor allerdings 43 Sitze und erreichte mit 34 Sitzen nur den Status der drittstärksten Partei im kanadischen Parlament. Ihr Vorsitzender, Ignatieff, trat zurück. Einige Wochen später wurde Bob Rae, ein Abgeordneter aus Toronto, zum vorläufigen Parteivorsitzenden ernannt. Rae ernannte Trudeau zum Schattenminister für Tertiäre Bildung sowie für Jugend- und Amateursport.
In den Medien wurde Justin Trudeau oft als politischer „Rock-Star“ gehandelt. Er setzte sich seit seiner Wiederwahl bei vielen Fundraisern für die finanzielle Unterstützung von Wohltätigkeitsorganisationen sowie der Liberalen Partei ein. Im März 2012 nahm Trudeau an einem Boxkampf gegen den konservativen Senator Patrick Brazeau teil. Der Kampf wurde als Benefizveranstaltung Fight for the Cure zugunsten der Krebsforschung veranstaltet. Trudeau gewann den Kampf überraschend in der dritten Runde.

### Vorsitzender der Liberalen Partei von 2013 bis 2025
Sowohl nach dem Rücktritt von Stéphane Dion als auch nach dem Michael Ignatieffs wurde Trudeau als potentieller Nachfolger im Amt des Parteivorsitzenden gehandelt. Nachdem der zwischenzeitliche Vorsitzende, Bob Rae, angekündigt hatte, dass er am Parteivorsitz nicht auf Dauer interessiert sei, brach über Trudeau ein „Tsunami“ von Bitten herein, sich der Wahl zu stellen.
Am 2. Oktober 2012 gab er bekannt, für den Parteivorsitz zu kandidieren.
Nachdem sich sein Konkurrent, Marc Garneau, zurückgezogen hatte, stellten sich weitere liberale Politiker hinter Trudeau, der die Wahl am 14. April 2013 mit 80,09 % gewann. Joyce Murray erreichte mit 10,16 % den zweiten Platz vor Martha Hall Findlay (5,71 %). Die Partei befand sich zum damaligen Zeitpunkt in der Opposition.
Am 9. März 2025 wurde Trudeau im Zuge seines Rücktritts als Premierminister auch im Parteivorsitz von Mark Carney abgelöst.

## Premierminister Kanadas von 2015 bis 2025

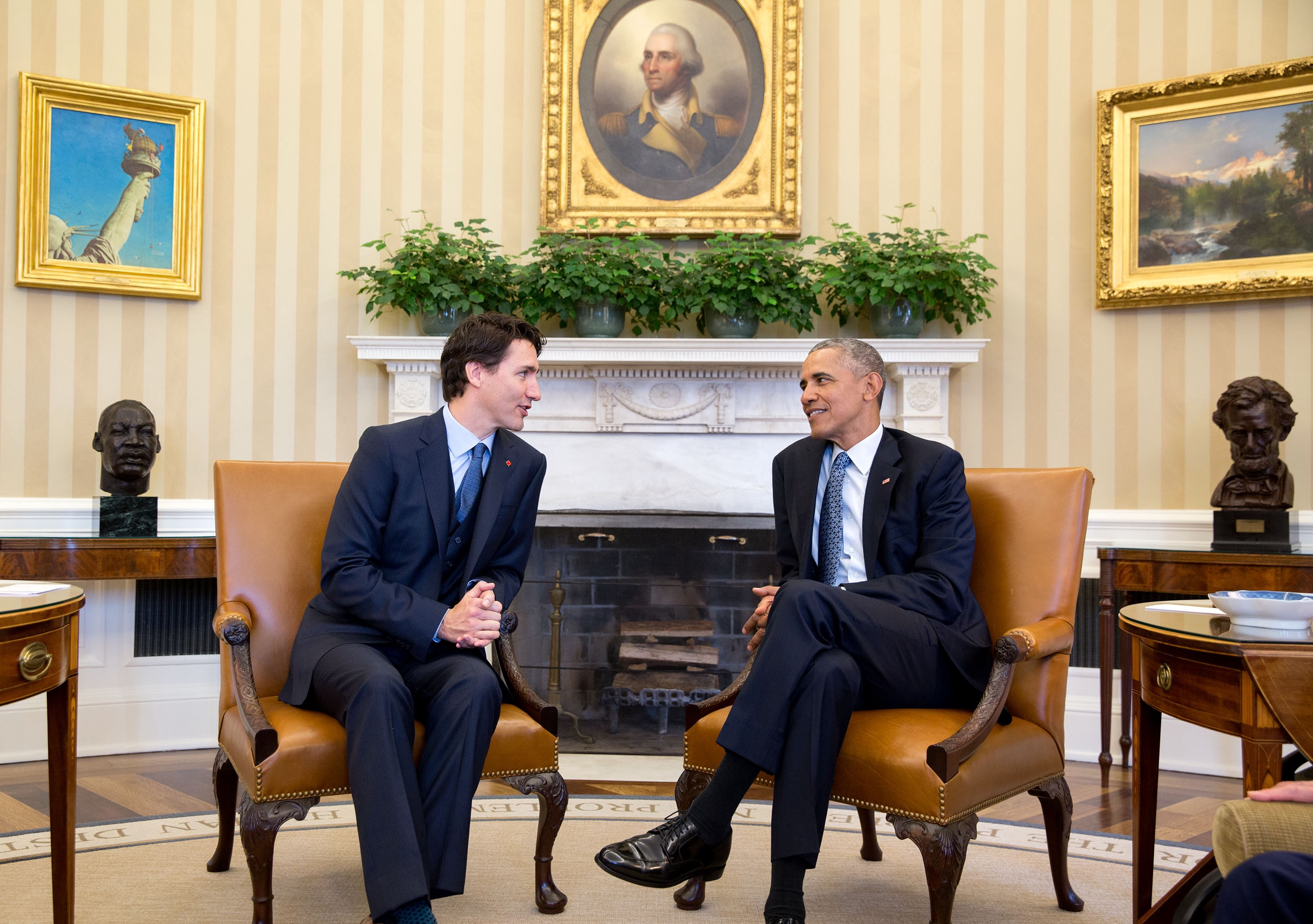
Trudeaus Treffen mit Barack Obama (März 2016)

Bei der Unterhauswahl 2015 gewann die Liberale Partei unter der Führung Trudeaus 39 % der Stimmen (nach 19 % bei der Wahl 2011) und damit die absolute Mehrheit der Sitze, mit einem Zugewinn von 20 % und 150 Sitzen gegenüber dem Ergebnis von 2011. Am 4. November 2015 wurde Trudeau als Premierminister im 29. Kanadischen Kabinett vereidigt. In sein Kabinett nahm er ebenso viele Männer wie Frauen auf. Nach der kanadischen Unterhauswahl im Oktober 2019 wurde Trudeaus Kabinett zur Minderheitsregierung; Im Jahr 2021 versuchte Trudeau, seine guten Umfragewerte in eine neue parlamentarische Mehrheit umzumünzen und zog die kanadischen Unterhauswahl vor. Bei den im September 2021 abgehaltenen Wahlen verpasste er jedoch die Mehrheit und blieb anschließend weiter Premier einer Minderheitsregierung.
Steigende Energiepreise, eine hohe Inflation, hohe Immobilienpreise (die u. a. durch steigende Baukosten, alternde Belegschaften und Bevölkerungswachstum verursacht wurden) sowie eine stagnierende Wirtschaft dominierten Trudeaus Amtszeit.

### Trans-Mountain-Pipeline im Westen Kanadas
Zu einem innenpolitischen Problem entwickelten sich für Trudeaus Regierung seit 2017 die gegensätzlichen Interessen der westkanadischen Provinzen Alberta und British Columbia bezüglich der Erweiterung der Trans Mountain Pipeline, das Trans Mountain Expansion Project (TMX). Damit sollen größere Mengen verdünnten Bitumens aus der im Binnenland gelegenen Provinz Alberta an die Küste British Columbias geleitet werden, die zur Kraftstoffgewinnung von dort vor allem nach Asien exportiert werden sollen. Alberta wünscht eine Verdreifachung der Transportkapazität, doch bedeutete dies eine Versiebenfachung der Großtanker-Transporte ab Burnaby durch schwierige Gewässer und damit eine erhöhte Unfallgefahr vor der Küste British Columbias bei Vancouver.
Trudeau sprach sich trotz heftiger Proteste von First Nations und Ökologen für den Ausbau der Pipeline aus, machte ihn aber davon abhängig, dass die Schiffspassage zwischen den vielen Inseln British Columbias bis zum offenen Meer strikter kontrolliert und zur Verhinderung von Unfällen eine größere Vorsorge getroffen werden müsse, sowohl personell als auch technisch (Oceans Protection Plan). Auch wären Verhandlungen mit US-Behörden nötig, da gewisse Gefahrenpunkte die Grenze der USA beträfen.
Durch einen höchstrichterlichen Entscheid vom 30. August 2018 entstand eine neue Lage. Das Bundesberufungsgericht widerrief letztinstanzlich alle bisherigen Genehmigungen für TMX. Die Arbeiten, vor allem Waldrodungen, ruhten seitdem, zahlreiche laufende Gerichtsprozesse wurden storniert. Trudeau sagte daraufhin, jetzt werde TMX „in the right way“, auf korrekte Art, neu aufgestellt werden.

### Rücktritt von Ministern wegen Einflussnahme auf Ermittlungen
Anfang 2019 traten kurz hintereinander die beiden Ministerinnen Jody Wilson-Raybould und Jane Philpott zurück. Sie warfen Trudeau vor, er habe versucht, Einfluss auf die Ermittlungen gegen das kanadische Unternehmen SNC Lavalin zu nehmen, dem Schmiergeldzahlungen an die Familie des ehemaligen libyschen Machthabers Muammar al-Gaddafi vorgeworfen wurden. Demnach hatten Mitglieder aus Trudeaus Regierung versucht, Jody Wilson-Raybould, die damalige Generalstaatsanwältin Kanadas, von einer Klage gegen SNC Lavalin abzuhalten.
Eine Klage hätte den Konzern während eines Jahres von staatlichen Aufträgen ausgeschlossen und damit bis zu 9000 Arbeitsplätze in Trudeaus Wahlbezirk gefährdet. Wilson-Raybould wurde von ihrem Posten Anfang 2019 entfernt und trat aus dem Kabinett zurück. Trudeau ließ zudem die beiden Ex-Ministerinnen aus der liberalen Fraktion ausschließen und verhinderte mithilfe der Parteiführung, dass sie erneut in einer Unterhauswahl für die Liberalen kandidieren dürfen.

### Covid-Politik: Korruptionsvorwurf, Trucker-Proteste, Verhängung des Notstands
Im Oktober 2020 überstand seine Regierung mit Hilfe der Stimmen der Neuen Demokratischen Partei und der Grünen Partei Kanadas ein Misstrauensvotum durch das kanadische Parlament. Zuvor hatte die konservative Partei einen Untersuchungsausschuss zur Untersuchung angeblicher Korruption der Regierung verlangt. Dies geschah, nachdem Trudeaus Regierung Ende Juni 2020 die Organisation WE Charity mit der Umsetzung eines 900 Millionen kanadische Dollar umfassenden Regierungsprogramms beauftragt hatte. Diese Organisation hatte in der Vergangenheit Trudeaus Mutter, Margaret Trudeau, seinen Bruder und seine Ehefrau als Redner eingeladen und ihre Reden mit insgesamt fast 300.000 kanadischen Dollar honoriert. Das Regierungsprogramm sah vor, Zuschüsse von bis zu 5000 Dollar an Studenten zu vergeben, die während der COVID-19-Pandemie Freiwilligenarbeit für gemeinnützige Organisationen leisteten.
Die Organisation WE Charity und die Regierung erklärten angesichts anhaltender Kritik im Juli 2020, den Regierungsauftrag nicht umzusetzen. Einen Monat später trat der Finanzminister Bill Morneau, dessen Töchter in der Organisation arbeiteten, zurück. Chrystia Freeland übernahm das Amt des Finanzministers.
Nachdem eine Verordnung zur verpflichtenden Impfung von Fernfahrern erlassen wurde, erhob sich Ende Januar 2022 Protest: Mehrere hundert Lastwagen blockierten wichtige Handelsrouten und den Verkehr in der kanadischen Hauptstadt Ottawa. Es gab auch in vielen anderen Städten und Regionen Massenproteste gegen Trudeaus Impfpolitik wie z. B. in Calgary, Vancouver, entlang des Trans Canada Highway und auch entlang der Grenze zu den USA. Trudeau verhängte nach mehr als zwei Wochen der andauernden Blockade Mitte Februar 2022 per Gesetz den Notstand über Kanada.

### Regierungskrise ab Herbst 2024
Nach der Parlamentswahl 2021 regierte Trudeau mit einer Minderheitsregierung, die geduldet wurde von der Neuen Demokratischen Partei. Im September 2024 kündigte der NDP-Vorsitzende Jagmeet Singh jedoch das Bündnis, weil die Liberalen seiner Meinung nach „zu schwach, zu egoistisch“ seien. Im Herbst 2024 kam es zu mehreren Rücktritten in Trudeaus Kabinett: Im September 2024 trat Verkehrsminister Pablo Rodriguez zurück, um für den Vorsitz der Liberalen Partei von Quebec zu kandidieren. Im November 2024 trat Randy Boissonnault, zu diesem Zeitpunkt „Minister für Beschäftigung, Personalentwicklung und Arbeit“ zurück. Im Dezember 2024 kündigte Wohnungsbauminister Sean Fraser seine Absicht an, das Kabinett bei der nächsten Umbildung aus persönlichen Gründen zu verlassen. Ebenfalls im Dezember 2024 trat Chrystia Freeland als stellvertretende Premierministerin und Finanzministerin zurück, wenige Stunden bevor sie die Herbstwirtschaftserklärung der Regierung veröffentlichen sollte.
Freeland wurde oft als „Ministerin für alles“ bezeichnet und allgemein als potenzielle Nachfolgerin Trudeaus für den Vorsitz der Liberalen Partei angesehen.
Der Rücktritt löste Spekulationen über die Zukunft Trudeaus aus. Dieser lag zu diesem Zeitpunkt bei Meinungsumfragen 20 Prozentpunkte hinter seinem wichtigsten Herausforderer, dem Konservativen Pierre Poilievre. Am 6. Januar 2025 kündigte Trudeau seinen Rücktritt als Vorsitzender der Liberalen Partei und als Premierminister an. In beiden Ämtern folgte ihm Mark Carney nach. Im Parteivorsitz wurde Trudeau am 9. März 2025, als Premierminister am 14. März 2025 abgelöst.

## Politische Positionen als Premierminister

### Position zum Feminismus
Trudeau bezeichnet sich selbst als Feministen und forderte seine Landsleute z. B. im Juni 2016 auf, sich mit dem Feminismus auseinanderzusetzen.

### Position zu Cannabis-Konsum
Trudeau setzte sich im Wahlkampf für eine vollständige Legalisierung von Hanf ein. Ein entsprechendes Gesetz trat 2018 in Kraft.

### Flüchtlingspolitik
Im Unterhauswahlkampf 2015 versprach Trudeau (auch angesichts der in der Bevölkerung breit rezipierten Bilder eines ertrunkenen Flüchtlingskinds), die bisherige restriktive Einwanderungspolitik des konservativen Premierministers Harper zu lockern und im Fall seines Siegs (nach Sicherheitsüberprüfungen) allein bis Februar 25.000 Flüchtlinge des syrischen Bürgerkriegs aufzunehmen, vorzugsweise alleinstehende Frauen, Familien oder Menschen, die wegen ihrer politischen Überzeugung oder sexuellen Identität verfolgt werden. Alleinstehende Männer sollten vorerst weniger berücksichtigt werden. Für die Aufnahme wurden auch Luftbrücken eingerichtet. Bis Ende 2016 sollten dann insgesamt 35.000 bis 50.000 Asylsuchende eine neue Heimat in Kanada gefunden haben. Nach offiziellen Angaben wurden bis Ende September 2016 bereits 31.000 Flüchtlinge vorwiegend aus Syrien und Afghanistan aufgenommen.
Sogenannte „Welcome Centers“ sollten den Einwanderern bei der wirtschaftlichen und sozialen Integration behilflich sein.
Allerdings kritisierte das Canadian Council for Refugees (CCR), dass nichtsyrische Flüchtlinge „vergessen“ worden seien (15.000 im Jahr 2016) und Verantwortung auf Einzelpersonen und Kommunen „abgewälzt“ werde. 2017 sollten nur noch 7500 Menschen über das staatliche Umsiedlungsprogramm aufgenommen werden, hingegen mehr als doppelt so viele über private Förderprogramme. Gründe sind laut dem CCR auf staatlicher Seite die Kosten und Überforderung bei der Antragsbearbeitung. Zudem seien im Vergleich zum Regierungsprogramm die privat und länger geförderten Flüchtlinge „oft besser und schneller integriert“.

### Minderheitenpolitik
Kanada leidet bis heute unter Folgen, die mit der jahrhundertelangen Unterdrückung der Ureinwohner, der First Nations, zusammenhängen. Trudeau hatte schon im Wahlkampf versprochen und sofort nach dem Regierungsantritt Schritte unternommen, die historischen Ungerechtigkeiten zu mildern und langfristig zu beseitigen. Zunächst berief er eine materiell und personell gut ausgestattete Kommission, die bis Ende 2018 zur kriminalistisch-juristischen Frage der verschwundenen Frauen und Mädchen arbeiten sollte. Die todbringenden Fehler der Vergangenheit sollten erhoben und Lösungen für die Zukunft vorgeschlagen werden. Zusätzlich zur Kommissionsarbeit, deren Zwischenbericht im November 2017 vorgelegt wurde, stellte Trudeaus Kabinett erhebliche Geldmittel zur direkten Trauer- und Erinnerungsarbeit mit Hinterbliebenen bereit.
Unter anderem als Konsequenz aus dem Zwischenbericht bat Trudeau die Autochthonen des Landes, den staatlichen Unterdrückern zu verzeihen. Er bezog sich in dieser Rede im November 2017 in Neufundland und Labrador auch auf die jahrzehntelange Knechtung von autochthonen Kindern in den bis 1996 bestehenden Residential Schools.
Im November 2017 prangerte Trudeau im kanadischen Parlament die jahrzehntelange berufliche und soziale Diskriminierung von Lesben, Schwulen, Bi- und Transsexuellen durch den Staat an. Er wirkte dabei sichtlich bewegt. Damit wandte er sich an kanadische Beamte, Soldaten und Mitarbeiter der Mounties, die zwischen den 1950er und 1990er Jahren wegen ihrer sexuellen Orientierung herabgesetzt, kriminalisiert und teilweise aus dem Dienst entlassen worden waren.

„Wir hatten unrecht. Wir entschuldigen uns. Es tut mir leid. Es tut uns leid… Ihr seid Fachkräfte. Ihr seid Patrioten. Und vor allem seid ihr unschuldig. Für all Euer Leid verdient ihr Gerechtigkeit und Frieden“

Als Entschädigung wird Kanada den Betroffenen 145 Millionen CAD zahlen (etwa 96 Millionen Euro). Bereits verabschiedet ist ein Gesetz, das es Betroffenen ermöglicht, frühere Strafen etwa wegen homosexueller Handlungen aus dem staatlichen Strafregister entfernen zu lassen.
Am 6. Oktober 2017 kündigte Trudeaus Regierung rechtsverbindlich Schadensersatz in Höhe von 750 Millionen kanadischen Dollar für die noch lebenden Opfer des „Sixties Scoop“, die meist gewaltsame Wegnahme von Kindern aus autochthonen Familien. Die Summe ist für ca. 20.000 Personen vorgesehen, die auf staatliche Anordnung ihrer Familie entrissen und in Pflege- oder Adoptivfamilien verbracht wurden. Den noch lebenden ca. 150.000 ehemaligen Heimkindern sicherte Trudeaus Regierung gesonderte Schadensersatzzahlungen zu.
In einem konkreten Fall setzte Trudeaus Regierung 2016, 74 Jahre nach der Enteignung, durch, dass enteignetes Land in Ontario an eine First Nation zurückgegeben wird (vgl. Ipperwash-Krise). Insgesamt sollen 95 Millionen kanadische Dollar aufgebracht werden, davon 20 Millionen für die betroffenen 16 Familien, der Rest für die wirtschaftliche Entwicklung des Areals. Die Bundesregierung säubert das Gelände von allen militärischen Hinterlassenschaften, insbesondere von nicht explodierter Munition, und wird weitere Umweltauflagen erfüllen. Der Vertrag, der im September 2015 von beiden Seiten ausgehandelt worden war, wurde am 14. April 2016 für die Bundesregierung von Verteidigungsminister Harjit Sajjan und der Ministerin für Angelegenheiten der Autochthonen und des Nordens, Carolyn Benett, und seitens der Betroffenen vom Chief des Stammes, Tom Bressette, unterzeichnet.

### Beziehung zu den USA
Nach dem Amtsantritt von Präsident Donald Trump im Nachbarland USA gehörte Trudeau Mitte Februar 2017 zu den ersten Staats- und Regierungschefs, die ihren Antrittsbesuch in Washington machten. Trudeau, Trump und dessen Tochter Ivanka Trump gründeten eine Initiative zur Durchsetzung der Gleichberechtigung von Frauen, insbesondere was die gleiche Bezahlung von berufstätigen Männern und Frauen in ähnlichen Positionen angeht.
Differenzen über den bilateralen Handel zwischen den USA und Kanada zeigten sich Ende April 2017. Trump kündigte an, 20 Prozent Strafzoll auf Importe von „Weichholz“ aus Kanada zu erheben, um die einheimische Bauindustrie zu schützen.

### Beziehung zur EU
Am 16. Februar 2017 sprach Trudeau vor dem Europäischen Parlament in Straßburg, insbesondere über den erfolgreichen Abschluss des Handelsabkommens CETA zwischen der Europäischen Union und Kanada. Trudeau traf am 17. Februar 2017 in Berlin bei einem Staatsbesuch die deutsche Bundeskanzlerin, Angela Merkel. Beide betonten vor der Presse den Abschluss des CETA-Vertrags und die Bedeutung des Kampfes gegen den Klimawandel. Außerdem unterstrichen sie, die Zukunft der NATO habe im Mittelpunkt ihres Gesprächs gestanden. Weiterhin hoben sie die Gemeinsamkeiten zwischen Deutschland und Kanada in der Flüchtlingspolitik hervor.
Trudeau und Merkel stellten die Bedeutung der neuen Regierung der Vereinigten Staaten unter Führung von Präsident Donald Trump als Kooperationspartner der EU und Kanadas heraus. „Offenheit, Mitgefühl (und) Demokratie“ seien ihre gemeinsamen Werte, so Merkel und Trudeau.

## Kontroversen und Kritik

### Kritik an Trauerbekundung zum Tode Fidel Castros
Im November 2016 wurde Trudeau wegen Äußerungen über den verstorbenen kubanischen kommunistischen Regierungschef Fidel Castro zum Teil scharf kritisiert. In einem Statement hatte er Castro einen „bemerkenswerten Staatsführer“ sowie einen „legendären Revolutionär und Redner“ genannt, dessen Todesnachricht er mit „tiefer Trauer“ zur Kenntnis genommen habe. In den sozialen Medien, aber auch von Exilkubanern und der Opposition wurden die Äußerungen verurteilt.

### Kritik an Wahl des Urlaubsziels

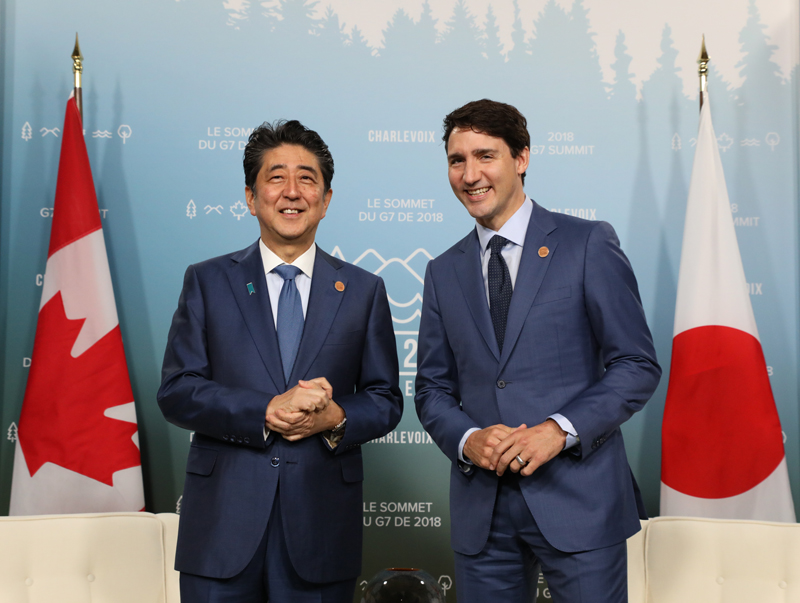
Trudeau mit Shinzō Abe während des G7-Gipfels in La Malbaie 2018

Im Dezember 2017 bemängelte die Ethikbeauftragte Kanadas, Mary Dawson, dass Trudeau mit seiner Familie seinen Weihnachtsurlaub 2016 auf einer privaten Insel von Karim Aga Khan IV., Milliardär und Oberhaupt der ismailitischen Nizariten, verbracht hatte. Der Premierminister sei dadurch in einen Interessenkonflikt geraten, weil die Aga-Khan-Stiftung staatlich gefördert werde. Trudeau bat öffentlich um Entschuldigung und sagte zu, sich künftig im Vorfeld seiner privaten Reisen mit der Ethikkommissarin abzustimmen.
Er bezeichnete bei dieser Gelegenheit Aga Khan als einen Freund.

### Sexuelle Übergriffe und Null-Toleranz-Politik
Im Juli 2018 wurde berichtet, Trudeau habe, im Jahr 2000, als er noch nicht Politiker war, eine Journalistin in unangemessener Weise berührt. Er hatte sich am nächsten Tag bei ihr entschuldigt und die Journalistin wollte sich 2018 mit Verweis auf ihre Privatsphäre nicht weiter zu dem Vorfall äußern. Trudeau meinte, er sei zuversichtlich, dass er sich nicht unangemessen verhalten habe, aber er denke, die Quintessenz sei, dass Menschen Interaktionen unterschiedlich erleben würden.
Trudeaus Regierung verfolgte eine Null-Toleranz-Politik gegen sexuelle Übergriffe, und beim Weltwirtschaftsforum in Davos 2018 betonte er, sexuelle Belästigung sei inakzeptabel. Trudeau bezeichnet sich selbst als Feministen, fordert eine geschlechterneutrale Sprache und setzte sein Kabinett paritätisch aus Männern und Frauen zusammen.
2018 unterbrach Trudeau bei einer Diskussionsveranstaltung eine junge Teilnehmerin, die das Wort „mankind“ verwendete: „Wir sagen lieber ‚peoplekind‘, das ist integrativer.“ Trudeau wurde für diese Unterbrechung des Mansplainings und der übertriebenen politischen Korrektheit bezichtigt. Trudeau entschuldigte die Aussage als schlechten Scherz, den er ironisch im Kontext der vorangegangenen Frage geäußert habe.

### Kritik wegen Blackfacing
Im September 2019 sah sich Trudeau im Parlamentswahlkampf Blackfacing-Vorwürfen ausgesetzt, weil er 2001 an der West Point Grey Academy zu einem Kostümfest mit dunkel geschminktem Gesicht als Aladin verkleidet erschienen war, was zwei Jahrzehnte später als rassistische Entgleisung gewertet wurde.

### Kritik wegen Aussage zu Meinungsfreiheit
Trudeaus Reaktion auf den Mord an dem französischen Lehrer Samuel Paty im Oktober 2020, der von Islamisten wegen des Zeigens von Mohammed-Karikaturen ermordet worden war, wurde im In- und Ausland kritisiert. Trudeau hatte gesagt, Meinungsfreiheit sei „nicht grenzenlos“ und dürfe andere nicht verletzen. Für diese Aussage kurz nach dem Mord wurde Trudeau von französischen Medien, von der kanadischen Opposition und vom Premierminister der kanadischen Provinz Québec, François Legault, scharf kritisiert. Frankreichs Präsident, Emmanuel Macron telefonierte daraufhin mit Legault, um dessen Position zu unterstützen und sein Missfallen gegenüber Trudeaus Reaktion zum Ausdruck zu bringen.

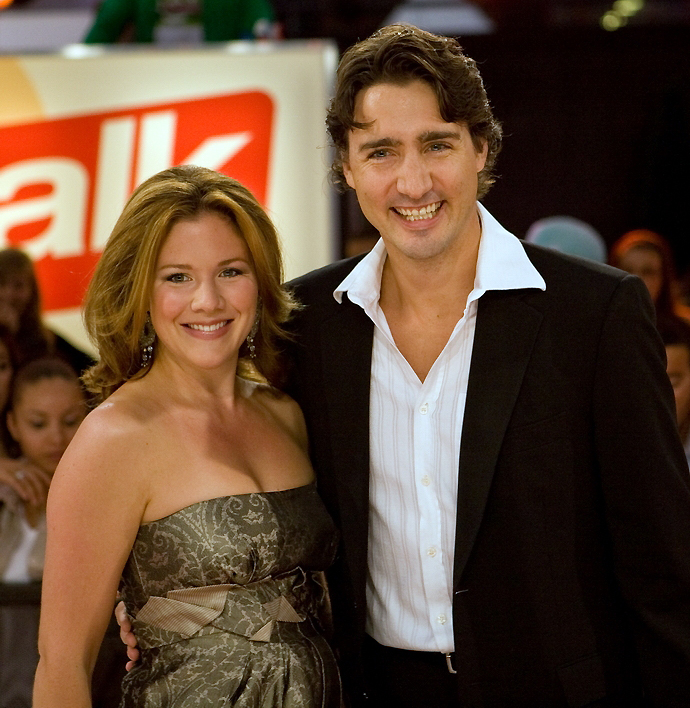
Trudeau mit Ehefrau Sophie Grégoire beim Toronto International Film Festival 2008

## Privatleben
Trudeau heiratete am 28. Mai 2005 Sophie Grégoire. Trudeau und Grégoire kennen einander seit ihrer Kindheit. Sie war eine Klassenkameradin von Trudeaus Bruder Michel, doch hatten sie einander erst 2003 wiedergesehen. Sie haben drei Kinder, zwei Söhne (* 2007, * 2014) und eine Tochter (* 2009). Im Juni 2013, zwei Monate nachdem Trudeau Parteivorsitzender geworden war, verkauften er und seine Frau ihr Heim in Côte-des-Neiges, einem Stadtteil von Montréal, und zogen in seine Geburtsstadt, Ottawa. Sie lebten dort in Rockcliffe Park. Im benachbarten New Edinburgh hatte Justin Trudeau die ersten Jahre seiner Kindheit verbracht. Am 2. August 2023 gab das Paar der Öffentlichkeit seine Trennung bekannt.